# Ad tuendam fidem
Ad tuendam fidem (em inglês:  To Protect the Faith) é uma carta apostólica do Papa João Paulo II emitida motu proprio em 18 de maio de 1998. A carta apostólica modificou os códigos orientais e latinos do direito canônico, especificando a forma de profissão de fé a ser feita pelos ministros da Igreja antes de assumirem o cargo.

## Descrição
A Congregação para a Doutrina da Fé acompanhou a publicação do documento com um comentário doutrinário, esclarecendo os três níveis de ensino oficial da Igreja. O nível mais alto é o das doutrinas solenemente propostas conforme reveladas por Deus. Isso exige fé divina. O segundo nível é o de doutrinas infalivelmente ensinadas não como reveladas por Deus, mas como verdades inseparavelmente conectadas com a revelação. A terceira categoria é a dos ensinamentos sobre assuntos mais ou menos vagamente ligados à revelação que, sem serem apresentados com a solenidade das doutrinas infalíveis, são, no entanto, autorizados. Para esta última categoria, o que se exige dos católicos é "a submissão religiosa da vontade e do intelecto". Os outros dois exigem um assentimento firme e definitivo, um assentimento que na primeira categoria é o da fé divina.
O comentário doutrinário da congregação deu vários exemplos de ensinamentos da primeira categoria, incluindo os artigos do Credo, e ensinamentos sobre a natureza sacrificial da Eucaristia e sobre a grave imoralidade da morte direta e voluntária de um ser humano inocente. A segunda categoria inclui ensinamentos sobre questões como a ilicitude da eutanásia, prostituição e fornicação, e sobre os chamados " fatos dogmáticos ", como a canonização de santos e a nulidade das ordenações anglicanas.